# Jane C. Loudon

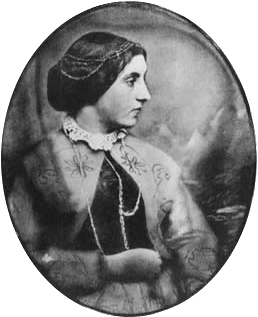
Jane C. Loudon

Jane C. Webb Loudon (* 19. August 1807 in Edgbaston bei Birmingham; † 13. Juli 1858 in London) war eine englische Schriftstellerin, Hortikulturistin und Pflanzenmalerin.
Sie war die Verfasserin des ersten Romans, in dem eine von den Toten erweckte ägyptische Mumie erscheint. Da der Roman The Mummy!: Or a Tale of the Twenty-Second Century zudem im 22. Jahrhundert spielt, ist sie sowohl Begründerin des Mumienfluch-Genres als auch neben Mary Shelley eine der frühesten Autorinnen der Science-Fiction.
Zu Lebzeiten war sie vor allem bekannt als Verfasserin von Büchern über Gartenbau. Ihr botanisches Autorenkürzel lautet „J.W.Loudon“.

## Leben

### Jugend
Jane Webb war die Tochter von Thomas Webb, einem in der Nähe von Birmingham ansässigen Gentleman. Ihre Mutter starb, als sie 12 Jahre alt war.
Danach ging sie mit ihrem Vater für ein Jahr auf den Kontinent, wobei sie mehrere Sprachen erlernte.
Aufgrund von Fehlspekulationen verarmte die Familie und Jane musste sich um den Haushalt kümmern. Das Anwesen, Kitwell House in Bartley Green in Edgbaston, stand am Ort der heutigen King Edward VI Five Ways School, Birmingham. Es befand sich damals 7 Meilen außerhalb der Stadt und verfügte über 30 Acre Land, drei Fischteiche und einen Küchengarten. Auch wenn sie es später anders darstellte, so werden Jane Webb seit dieser Zeit die Grundlagen von Landwirtschaft und Gartenbau nicht völlig unbekannt gewesen sein.

### „The Mummy!“
Nach dem Tod des Vaters 1824 fand sie sich in prekären finanziellen Umständen und entschloss sich, ihr schon früh geübtes Talent zum Schreiben für den Gelderwerb einzusetzen. Der 1827 in drei Bänden anonym erschienene Roman „The Mummy!“ war vermutlich angeregt einerseits durch die noch nachwirkende Ägyptenbegeisterung, die der ägyptischen Expedition Napoleons folgte, dann die makabren öffentlichen Mumienauswicklungen, wie sie beispielsweise 1821 am Piccadilly in London stattfanden und schließlich den 1823 erschienenen Roman „Frankenstein“ von Mary Shelley. Anders als im Frankenstein-Roman, wo das Geschöpf ein Monster ist, wird der mit Hilfe einer galvanischen Batterie von den Toten erweckte Pharao Cheops kein Ungeheuer, sondern teilt bereitwillig die Weisheit der Jahrtausende den politischen Kreisen im England des 22. Jahrhunderts mit, wo eine absolute Monarchin namens Claudia über ein katholisches Königreich herrscht.

### Ehe und Gartenbau

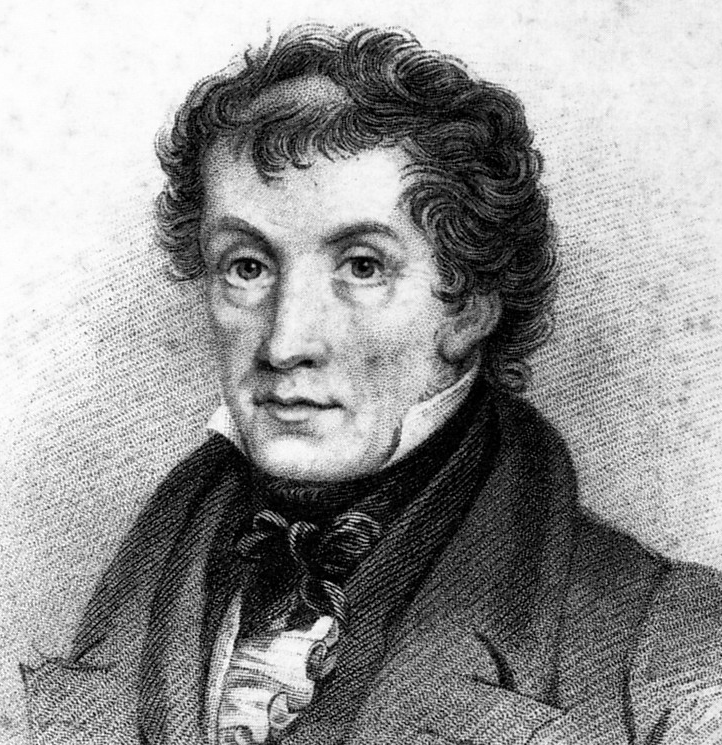
John Claudius Loudon

Durch den Roman lernte sie im Februar 1830 auch ihren späteren Gatten kennen, den schottischen Botaniker und Landschaftsarchitekten John Claudius Loudon. Dieser hatte 1830 das Buch gelesen und fand besonders die futuristischen landwirtschaftlichen Geräte interessant, die dort beschrieben wurden. Er bemühte sich, die Bekanntschaft der Autorin zu machen, was schon bald in einer Verlobung mündete. Am 14. September 1830 heirateten die beiden. 1832 wurde eine Tochter geboren, Agnes, die später einige Jugendbücher veröffentlichte. Das Ehepaar lebte in einer Vorstadtvilla mit Garten in 3 Porchester Terrace, Bayswater, London.
Jane begann sich für das Arbeitsgebiet ihres Mannes zu interessieren und stellte dabei fest, dass es keinerlei für den Gebrauch von Laien geschriebene Literatur über Gartenbau gab. Sie schrieb:
Es ist so schwierig für Männer, deren Wissen mit ihnen wuchs und mit ihrem Erstarken sich kräftigte, den Zustand völliger Unwissenheit sich vorzustellen, in dem ein Anfänger sich befindet, für den selbst die elementaren Werke so etwas wie die alte, in Latein geschriebene Eton-Grammatik sind.
Loudon verfasste daher in den folgenden Jahren eine Reihe von Büchern für die Gartenbau treibende Lady, die als Standardwerke galten. Ihr erstes derartiges Werk, das 1840 erschienene Gardening for Ladies hatte großen Erfolg und verkaufte sich in über 20.000 Exemplaren. Inzwischen hatte sie sich auch zur Pflanzenmalerin ausgebildet und illustrierte ihre Werke selbst. Ihre Abbildungen von Pflanzen werden bis heute geschätzt und nachgedruckt.

### Letzte Jahre
Nach dem Tod ihres Gatten 1843 war Jane Loudon erneut darauf angewiesen, durch Schriftstellerei den Lebensunterhalt zu sichern, zumal sie nun für ihre Tochter sorgen musste. Zuvor schon hatte das Arboretum et Fruticetum Britannicum, ein aufwendiges Buchprojekt ihres Mannes, alle Mittel der Familie aufgezehrt und Schulden in Höhe von 10.000 £ hinterlassen. 1851 verschlechterte sich die Situation erneut, nachdem sie gezwungen wurde, als Herausgeberin des The Ladies' Companion at Home and Abroad zurückzutreten. Eine kleine Rente von 100 £ jährlich erlaubte ihr ein bescheidenes Auskommen. 1858 starb sie 50 Jahre alt in ihrem Haus in 3 Porchester Terrace in London.

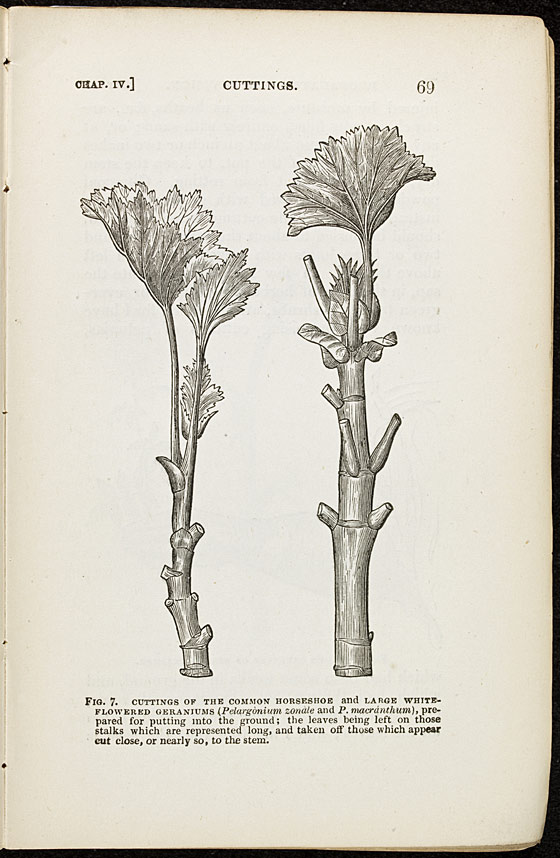
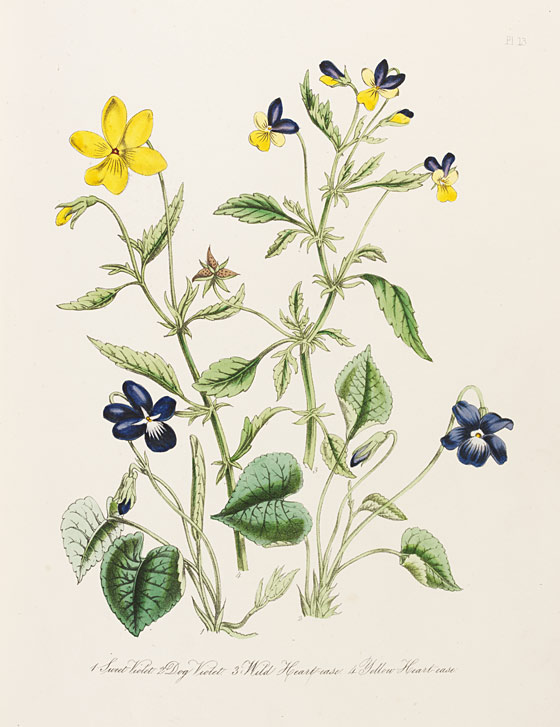
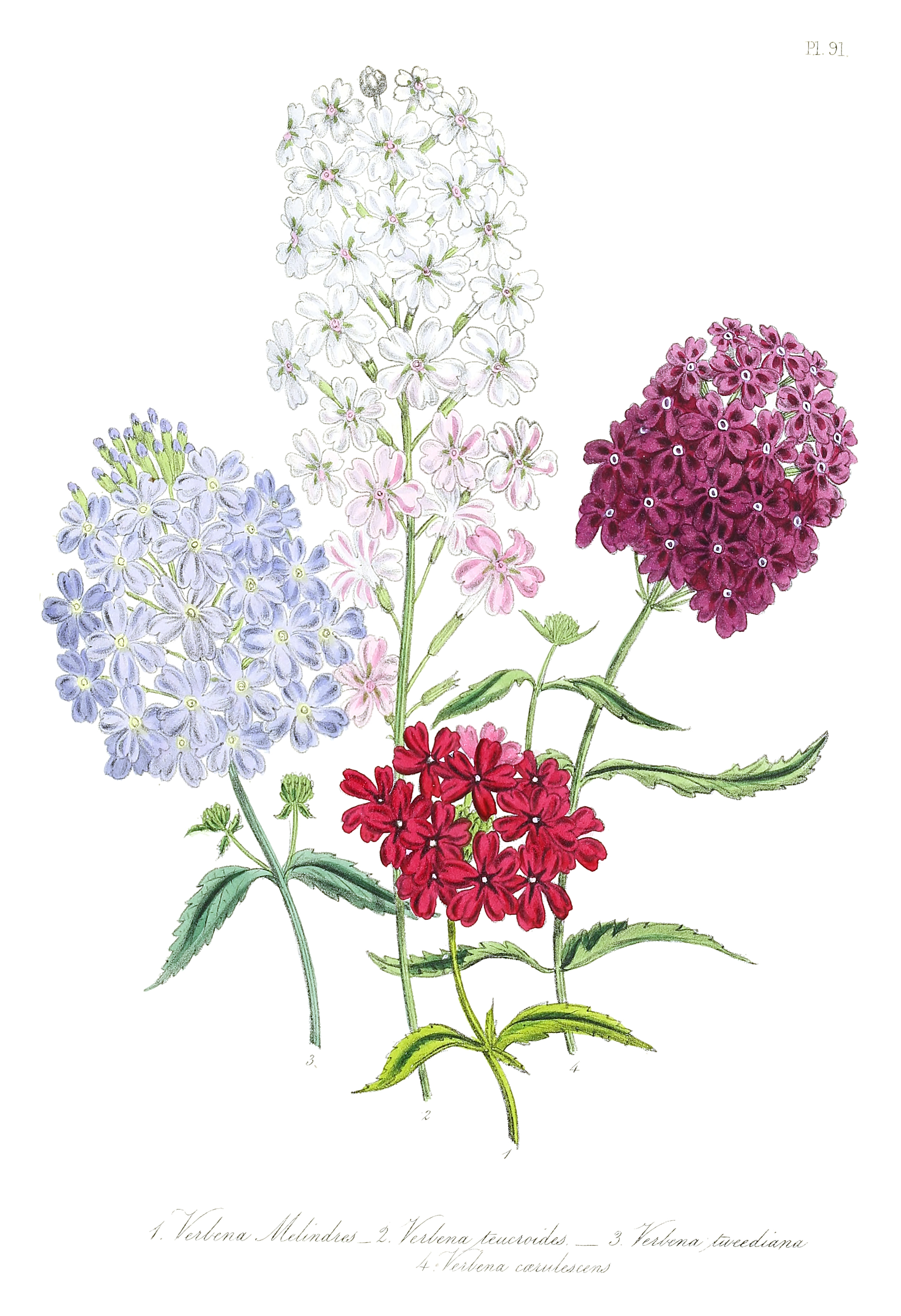
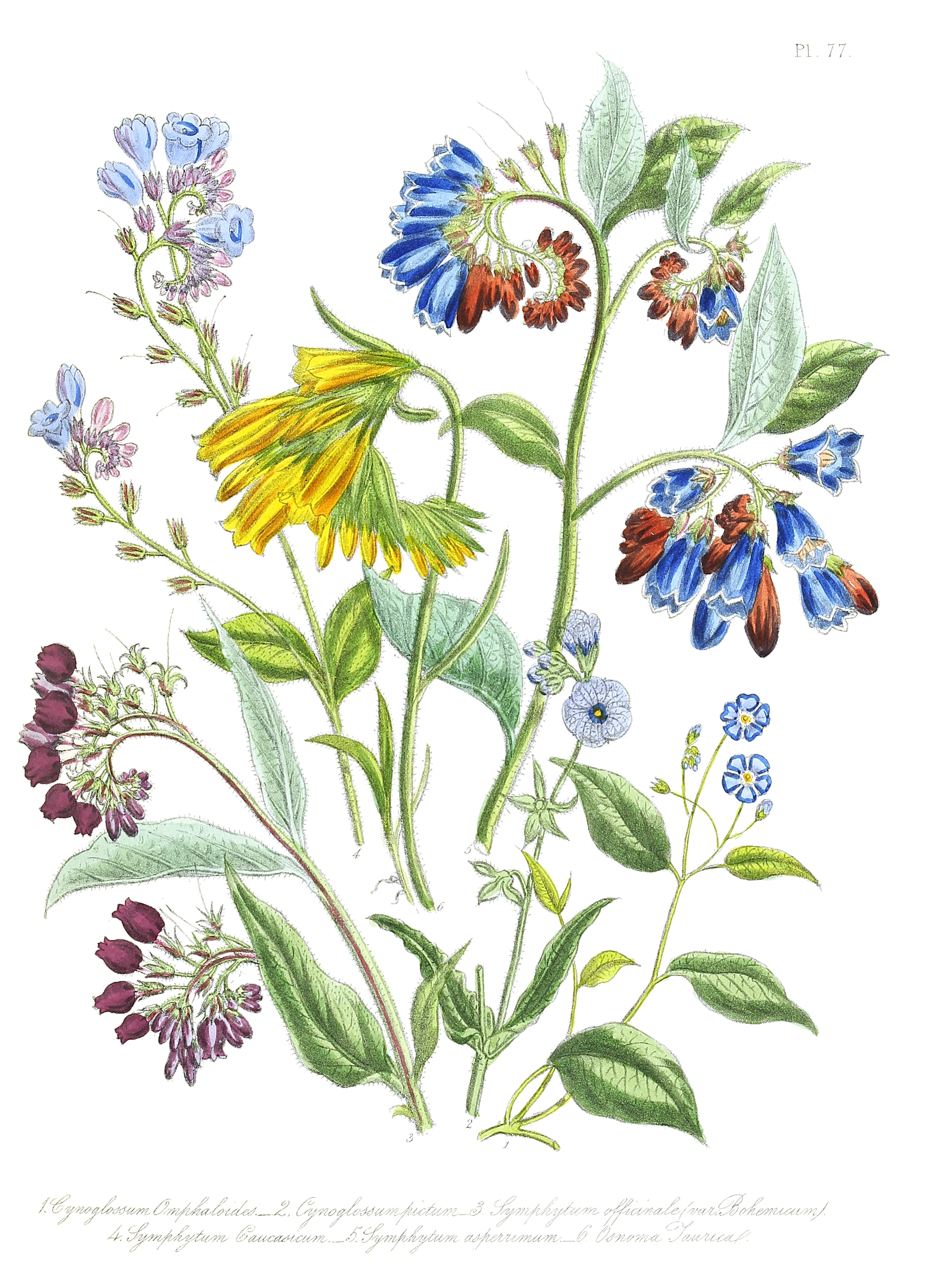
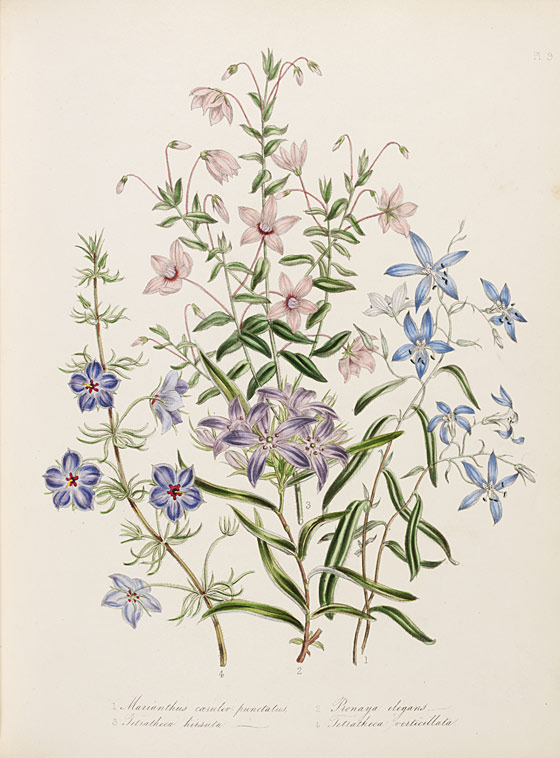

## Werke
- Prose and Verse (1824)
- The Mummy!: Or a Tale of the Twenty-Second Century (3 Bde., 1827, 2. Aufl. 1828)
- Stories of a Bride (3 Bde., 1829)
- Conversations upon Comparative Chronology and General History from the Creation of the World to the Birth of Christ (1830)
- Young Ladies Book of Botany (1838)
- Agnes; or the little girl who could keep her promise … (1839)
- Instructions in Gardening for Ladies (1840)
- The Young Naturalist's Journey (1840)
- Botany for Ladies (1842)
- The Ladies Magazine of Gardening (1842)
- The year-book of natural history (1842)
- The Ladies Companion to the Flower Garden (4 Bde., 1840–44)
- Glimpses of nature and objects of interest described during a visit to the Isle of Wight (1844)
- The Ladys Country Companion or How To Enjoy a Country Life Rationally (1845)
- Facts from the World of Nature, animate and inanimate. (1848)
- Domestic pets: their habits and management (1851)
- My Own Garden (1855)